# División de Diamer
La división de Diamer es una subdivisión administrativa de la provincia de Gilgit-Baltistán en Pakistán.
Como todas las divisiones pakistaníes, fue derogada en 2000 y luego restablecida en 2008.
La división reagrupa los distritos siguientes:
- Astore
- Diamer